# Matsue slott

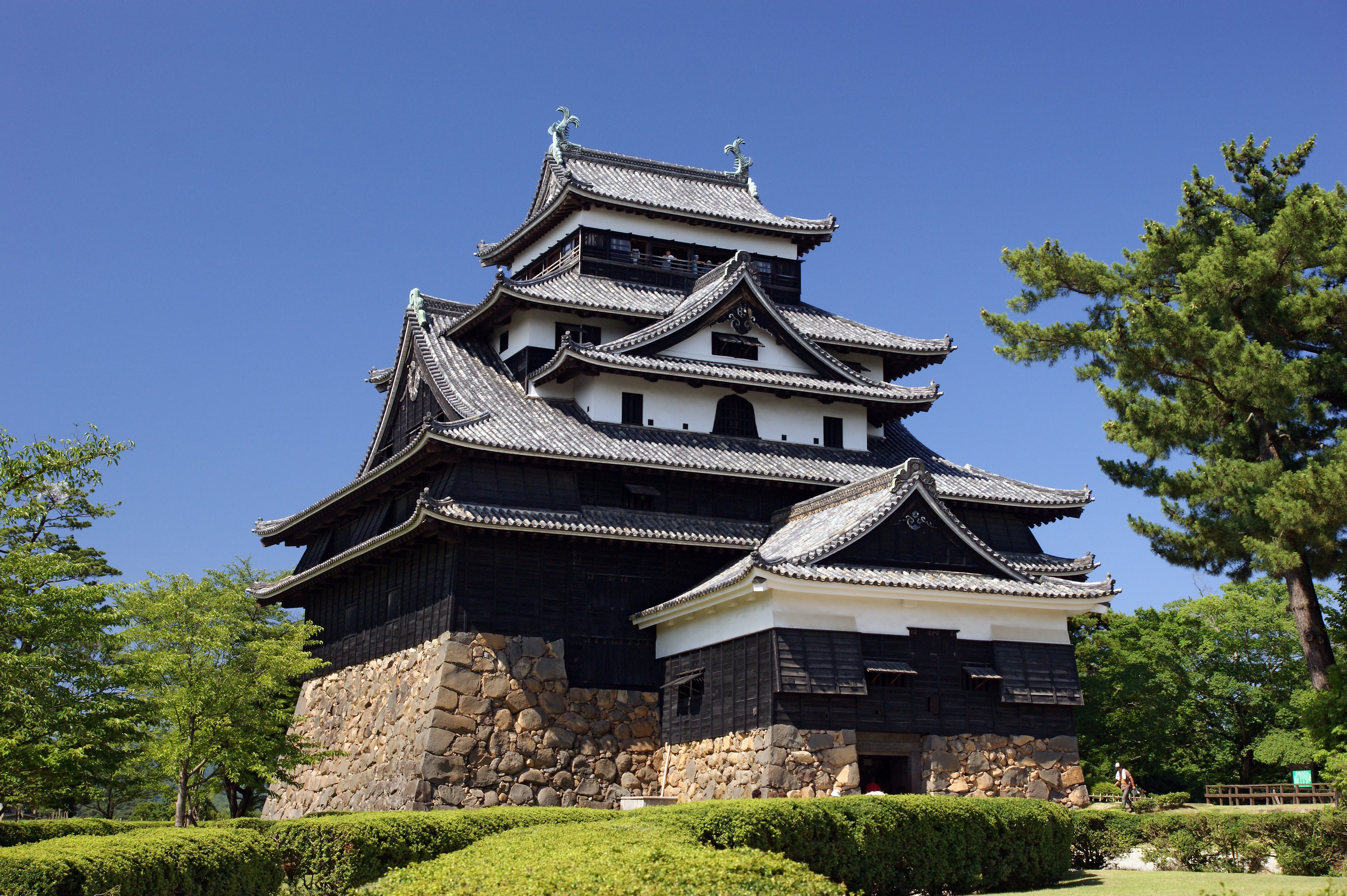
Slottets kärntorn

Matsue slott (松江城 Matsue-jō?) är ett slott från feodaltiden i Matsue i Shimane prefektur i Japan. Slottet byggdes mellan år 1607 och 1611 och är ett av få kvarstående medeltida slott i Japan. De andra förstördes i krig eller jordbävningar. Eftersom en stor del av slottet byggdes i trä är brand också en överhängande fara. Det är emellertid bara några murar och kärntornet som står kvar.

## Historia
Av de tolv slott som ännu finns kvar i Japan är Matsue det enda som ligger i San'inregionen. Det är Japans näst största, tredje högsta (30 meter) och sjätte äldsta slott. Det byggdes av daimyon i Izumoregionen, Yoshiharu Horio och stod färdigt 1622, fem år efter byggstarten. 
1875 förstördes alla byggnader på slottsområdet, utom slottet självt, som tilläts stå kvar efter påtryckningar från olika intressegrupper. Slottet genomgick en total rekonstruktion mellan 1950 och 1955. 
Slottet har en komplex struktur, byggt i vakttornsstil. Från utsidan ser det ut att ha fem våningar, men i själva verket består det av sex. De flesta av slottets väggar är målade svarta. Det har en stark struktur, byggt för att stå emot belägringar samtidigt som det ger ett majestätiskt och högtidligt intryck, som påminner om Momoyamastilen.